# 野壮绵鳚
野壮绵鳚，為輻鰭魚綱鱸形目绵鳚亞目绵鳚科的其中一種，分布於中太平洋東部的巴拿馬灣海域，屬底棲性魚類，棲息深度915-1280公尺，體長可達23公分。

## 扩展阅读
維基物種上的相關：野壮绵鳚